# Alligny-Cosne
 Alligny-Cosne  es una población y comuna francesa, en la región de Borgoña, departamento de Nièvre, en el distrito de Cosne-Cours-sur-Loire y cantón de Cosne-Cours-sur-Loire-Sud.

## Demografía
| 805 | 723 | 685 | 711 | 809 | 824 |
| Para los censos de 1962 a 1999 la población legal corresponde a la población sin duplicidades (Fuente: INSEE [Consultar]) |     |     |     |     |     |